# Балокумья
Балокумья (алб. ballokumja) или балакумья (алб. ballakumja)  — печенье из кукурузной муки, блюдо албанской кухни, возникшее в Эльбасане, но в настоящее время популярное во всей Албании, а также среди албанцев Косово и Северной Македонии. Традиционно его готовят 14 марта — на языческий праздник возрождения природы Dita e Verës (с алб. — «День лета»), который первоначально праздновали только в Эльбасане, а с 2004 года отмечают в Албании как государственный праздник.

## Этимология
Албанская традиция связывает появление названия «балокумья» с османским правителем, управлявшим Эльбасаном в XVI веке. Впервые попробовав кукурузное печенье, он воскликнул: «Është ba si llokume!» (с алб. — «Вкусно, как рахат-лукум!») При стяжении этой фразы возникло современное слово ballokumja.
Балокумью также называют kulaç me finj (с алб. — «печенье из щёлока»), так как в тесто по традиции добавляют немного настоя древесной золы (finj), отфильтрованного через марлю (в настоящее время его часто заменяют таким же количеством молока).

## Рецепт
Основные ингредиенты балокумьи — кукурузная мука, сливочное масло (традиционно из козьего молока), сахар и яйца. Тесто замешивают в медном тазу деревянной ложкой, так как считается, что из-за высокой теплопроводности меди это может положительно повлиять на консистенцию. Замешивать тесто нужно энергично, поэтому часто это делают мужчины. Выпекать балокумью следует в дровяной печи.
На праздник Dita e Verës жители Эльбасана часто отправляют балокумью по почте родственникам и друзьям, живущим в других городах.